# Université Konkuk
L'université Konkuk (Hangeul : 건국 대학교, Hanja : 建國 大 學校) est un campus universitaire privé sud-coréen s'étalant de Séoul à Chungju, en Corée du Sud. Le campus de Séoul est situé dans la partie sud-est de la ville, près de la rivière Han, et est desservi par une station de métro du même nom. Il compte treize facultés et treize écoles supérieures, tandis que le campus glocal de Chungju est composé de sept facultés et de deux écoles supérieures,. Actuellement, 23 000 étudiants fréquentent le campus de Séoul de 238 980 m2 et 15 500 autres étudient sur le campus glocal de 31 763 m2 à Chungju, situé à environ une heure du campus de Séoul. L'école se positionne dans le top 10 des universités coréennes.
Réputée dynamique et d’un très bon niveau, l'université propose différents domaines d'études : sciences humaines et sociales, lettres, littérature et art, économie et management, droit et sciences politiques, sciences et technologies, sciences de l’environnement, biotechnologies et médecine.
L'université a été fondée en 1931 par le médecin Yoo Seok-chang, et était à la base un grand hôpital sous domination japonaise.

## Étudiants
- Ahn Jae-hong
- Bae Doo-na
- Chae Soo-bin
- Changmin (TVXQ)
- Choi Minho (SHINee)
- Do Sang-woo
- Gil Eun-hye
- Go Kyung-pyo
- Hong Jong-hyun
- Hong Soo-ah
- Hwang Woo-seul-hye
- JB (Got7)
- Im Na-yeon (TWICE)
- Jang Hee-jin
- Jeon Soo-jin
- Ji Woo
- Joo Hyun
- Joo Won
- Jung Eui-chul
- Jung Sukchul
- Kang Kyung-joon
- Kim Byung-man
- Kim Da-som (Sistar)
- Kim Han-gil
- Kim Hye-yoon
- Kim Jong-wook
- Kim Jung-eun
- Kim Seok-jin (BTS)
- Kim Young-ran
- Kim Yu-mi
- Ko Joo-yeon
- Lee Da-hae
- Lee Hye-ri (Girl's Day)
- Lee Hyun-woo
- Lee Jong-suk
- Lee Jung-jin
- Lee Min-ho
- Lee Min-ki
- Lee Won-keun
- Nahyun (Sonamoo)
- Youn Sun Nah
- Park Eun-ji
- Park Han-byul
- Park Subin (Dal Shabet)
- Ryu Hye-young
- Seo Woo
- Shin Ae
- Shin Seong-il
- Song Kang
- Uhm Hyun-kyung
- Uhm Tae-goo
- Uhm Tae-woong
- Wang Ji-hye
- Yoo Ah-in
- Yoo Gun
- Yoon Seok-ho